# Michel Jacquemart
Pour les articles homonymes, voir Jacquemart (homonymie).
Michel Jacquemart, né le 22 janvier 1957 à Liège (région wallonne), est un scénariste de bande dessinée belge. Il également connu comme décoriste sous le pseudonyme de Pierre Lamar.

## Biographie
Michel Jacquemart naît le 22 janvier 1957 à Liège,. Il grandit en Belgique dans la culture de la bande dessinée du journal Tintin au Journal de Mickey. Il étudie la biologie, en laquelle il obtient le master, autrefois dénommée licence en zoologie[Quand ?],  de l'Université de Liège. Il occupe divers postes dans l'enseignement et il mène des recherches en toxicogénétique avant de se consacrer à sa passion la bande dessinée.
Puis, il se consacre à la communication environnementale. Il met au service de l’Industrie pétrolière une sélection des plus prestigieuses signatures du 9e art. Il conçoit pour la Commission européenne, l’album de bande dessinée Moi, raciste ?!, réalisé par Sergio Salma, sur le thème de la lutte contre toutes les discriminations en 1998. Il assiste également occasionnellement son ami André Taymans, notamment pour le synopsis de la seconde aventure de Caroline Baldwin intitulée Contrat 48-A publiée aux éditions Casterman en 1998. Sous le pseudonyme de Pierre Lamar, il réalise les décors des deux premiers tomes de la série Les Filles d’Aphrodite sur un scénario de Corine Jamar, publiés dans la collection « Bulle Noire » des éditions grenobloises Glénat de 1999 à 2000. Avec l'éditeur Stephan Caluwaerts, ils lancent la collection « À Propos » publiée aux éditions Nautilus en 2000. Ce sont de petits livres d’entretiens et d’analyses sur des séries de bande dessinée. Il coécrit notamment les monographies consacrés à XIII de William Vance et Jean Van Hamme, Jonathan de Cosey, Bob Morane d'Henri Verne et Lefranc de Jacques Martin. Ce dernier auteur figure parmi ceux qu'il admire admire le plus.

### Avec Jacques Martin
Au milieu des années 2000, il signe sa première collaboration avec Jacques Martin pour le remplacer au scénario sur certaines aventures de Lefranc. Jacques Martin lui assigne la mission de rendre à cette série son lustre d’antan, en lui restituant son ancrage dans les années 1950. Il compose alors un vaste cycle d’aventures, sur fond de guerre froide. Il sort ainsi : Le Maître de l'atome, pour André Taymans et Erwin Drèze (2006). Le scénario était basé sur deux pages et quelques croquis que Jacques Martin avait réalisés après la parution du premier récit de Lefranc La Grande Menace en 1952, mais qu'il n'a jamais eu le temps de refaire en raison de son travail pour Hergé. Le journaliste Olivier Delcroix écrit dans Le Figaro : « On perçoit qu'entre L'Affaire Tournesol et La Grande Menace, la nouvelle équipe s'en est donnée à cœur joie. Le lecteur en goûte chaque touche d'humour au second degré, chaque séquence d'action, un rien surjouée. La Griffe noire du style Martin est de retour. Du grand art... digne de Fernand Legros, ce génial faussaire qui passionna tant Hergé. »
Gilles Ratier, chroniqueur de BDzoom et secrétaire général de l'Association des critiques et des journalistes de bande dessinée (ACBD) relève dans son rapport annuel que cet album figure parmi les plus gros tirages hors mangas de l'année 2006 avec 100 000 exemplaires. Ce dix-septième opus de la série est traduit en néerlandais sous le titre Le Maître de l'atome, ainsi qu'en espagnol : El Amo del Átomo publié par Editorial NetCom2,. La version italienne sort en intégrale sous le titre Il padrone dell'atomo. Lefranc l'integrale (2004-2007) vol. 6 aux éditions Nova Express (it) en 2017. C'est sous le titre Der Herr des Atoms que sort la version allemande dans L. Frank 6 aux éditions Kult Comics en 2020.

#### Noël noir
Puis, il signe Noël noir pour Régric  et dont la mise en couleur est assurée par la coloriste espagnole Loli Irala Marin (Casterman, 2009). Cet épisode conte le sauvetage par Lefranc de mineurs de fond bloqués dans une mine en feu dans le Nord de la France. Dans sa chronique Olivier Delcoix écrit dans Le Figaro : « L'histoire concoctée par Jacquemart est sacrément bien ficelée, on peut le dire (quoiqu'un peu trop documentée par endroits). Qu'importe, par sa densité narrative, ce vingtième tome renoue avec l'ADN de la série Lefranc, c'est-à-dire, une pincée de suspense à la Hitchcock, une bonne dose de Blake et Mortimer et la nostalgie d'un héroïsme à la française, un peu daté années 1950. » Le chroniqueur Brieg F. Haslé du magazine dBD et du webzine Auracan avance : « [...] nul doute que les albums imaginés par Michel Jacquemart sortent du lot par la qualité de leurs scénarios. ». Le rapport de l'ACBD 2009, établi par Gilles Ratier, indique dans que cet album figure parmi les plus gros tirages hors mangas de l'année 2009 avec 80 000 exemplaires. Cet opus vaut à Jacquemart de recevoir le prix Saint-Michel du meilleur scénario en 2010.
L'album est traduit en néerlandais sous le titre Zwarte kerst et la traduction espagnole est publiée, quant à elle, sous le titre : Navidades Negras en 2011,. La version italienne Nero Natale sort en intégrale sous le titre Londra in pericolo. Lefranc l'integrale (2008-2010) vol. 7 aux éditions Nova Express en 2018. C'est sous le titre Schwarze Weihnacht que sort la version allemande dans L. Frank 7 aux éditions Kult Comics en 2020.

#### Les Enfants du bunker
Enfin, il écrit Les Enfants du bunker pour Alain Maury, publié dans la même maison d'édition deux plus tard,. Le même Gilles Ratier écrit à propos de cet opus qui a sa place parmi les meilleures ventes de BD de la semaine sur BDzoom : « la 22e enquête rétro du Lefranc créé par Jacques Martin et repris, avec respect et efficacité, par Alain Maury au dessin et Michel Jacquemart au scénario ! » et il poursuit : « Tiré à 50 000 exemplaires par les éditions Casterman (quand même 10 000 de moins que le précédent épisode de la série qui avait été dessiné par Erwin Drèze et André Taymans et scénarisé par Patrick Delperdange), cette sympathique aventure divertissante qui flirte avec le fantastique nous amène sur la côte normande. »
L'ouvrage est traduit en espagnol sous le titre : Los Niños del Búnker, chez le même éditeur en 2014. Il connaît également une traduction néerlandaise : Les Enfants du bunker,. C'est sous le titre Die Kinder des Bunkers que sort la version allemande dans L. Frank - Integral 8. 2011-2013  aux éditions Kult Comics en 2020. La version italienne I bambini del bunker sort en intégrale sous le titre Il piccolo Stalin. Lefranc l'integrale (2011-2013) vol. 8 aux éditions Nova Express en 2021.
À partir de 2019, ces trois ouvrages sont réédités dans la collection « Hachette » en grand format avec un dos toilé et une frise de collection marquée au fer chaud, accompagné d'un dossier signé Didier Pasamonik et Charles-Louis Detournay. Ils connaissent par ailleurs de multiples rééditions chez leur éditeur historique.
Il a développé de nombreux projets autour de la série Lefranc. En compagnie d'André Taymans, il avait imaginé de réaliser une série d'aventure contemporaine, fixée sur l'actualité, avec des albums réalisés en quelques semaines[réf. souhaitée].

## Œuvres

### Albums de bande dessinée

#### Les Filles d'Aphrodite
Comme décoriste sous le pseudonyme de Pierre Lamar.
- 1. Mort à la carte[38], Glénat, coll. « Bulle Noire », Grenoble, novembre 1999
Scénario : Corine Jamar - Dessin : André Taymans - Couleurs : Bruno Wesel -  (ISBN 2723430758),Décors : Pierre Lamar.
- 2. Pas de fumée sans jeux[39], Glénat, coll. « Bulle Noire », Grenoble, novembre 2000
Scénario : Corine Jamar - Dessin : André Taymans - Couleurs : Bruno Wesel -  (ISBN 2723431886),Décors : Pierre Lamar.

Lefranc
- 17. Le Maître de l'atome[8],[9],[40], Casterman, novembre 2006
Scénario : Michel Jacquemart - Dessin : André Taymans et Erwin Drèze - Couleurs : Bruno Wesel -  (ISBN 2-203-31418-4)
- 20. Noël noir[4],[41],[42],[43],[44], Casterman, septembre 2009
Scénario : Michel Jacquemart - Dessin : Régric - Couleurs : Loli Irala Marin -  (ISBN 978-2-203-01473-2)
- 22. Les Enfants du bunker[30],[45],[46],[47],[48], Casterman, Bruxelles, avril 2011
Scénario : Michel Jacquemart - Dessin et couleurs : Alain Maury -  (ISBN 978-2-203-01732-0), (BNF 43479210)

### Conception
- Moi, raciste !?, Office des publications officielles des communautés européennes, Luxembourg, juin 1998
Scénario : Concerto - Dessin : Sergio Salma - Couleurs : Mauricet -  (ISBN 92-828-4020-4)

### Monographies
- André Taymans (créateur), Michel Jacquemart (contributeur) et Stephan Caluwaerts (contributeur, éditeur), À propos de Caroline Baldwin, Hélécine, Éditions Nautilus, coll. « À Propos » (no 1), janvier 2000, 48 p., ill. ; noir et blanc ; 19 cm (ISBN 2-9600257-0-9, OCLC 406573509)
- William Vance (créateur), Jean Van Hamme (créateur), Michel Jacquemart (contributeur) et Stephan Caluwaerts (contributeur, éditeur), À propos de XIII, Hélécine, Éditions Nautilus, coll. « À Propos » (no 2), novembre 2000, 64 p., ill. ; noir et blanc ; 19 cm (ISBN 2-9600257-4-1, OCLC 1400491554)
- Cosey (créateur), Michel Jacquemart (contributeur), André Taymans (contributeur) et Stephan Caluwaerts (contributeur, éditeur), À propos de Jonathan, Paris, Éditions Nautilus, coll. « À Propos » (no 3), décembre 2000, 64 p., ill. ; noir et blanc ; 19 cm (ISBN 2-9600257-7-6, OCLC 742788726)
- Pierre Joubert (créateur), Emmanuel Lepage (créateur), René Follet (créateur), William Vance (créateur), Henri Vernes (créateur), Michel Jacquemart (contributeur) et Stephan Caluwaerts (contributeur, éditeur), À propos de Bob Morane et Signe de piste, Hélécine, Éditions Nautilus, coll. « À Propos » (no 4), avril 2001, 64 p., ill. ; noir et blanc ; 19 cm (ISBN 2-9600257-9-2, OCLC 1400852749)
- Jacques Martin (créateur), Michel Jacquemart (contributeur) et Stephan Caluwaerts (contributeur, éditeur), À propos de Lefranc, Hélécine, Éditions Nautilus, coll. « À Propos » (no 5), juin 2001, 64 p., ill. ; noir et blanc ; 19 cm (ISBN 2-930348-00-3, OCLC 491744554)

### Articles scientifiques
- (en) Christian Herens (dir.), Michel Jacquemart, L. Koulischer et H. Barbason, « Nuclear lesions during rat hepatocarcinogenesis », Mutation Research/Fundamental and Molecular Mechanisms of Mutagenesis, vol. 329, no 2,‎ juillet 1995, p. 153-159 (DOI 10.1016/0027-5107(95)00024-D).

## Prix
2010 :  prix Saint-Michel du meilleur scénario pour Noël noir,.

#### Livres
: document utilisé comme source pour la rédaction de cet article.
- Philippe Mellot, Michel Denni, Laurent Turpin et Isabelle Morzadec, Trésors de la bande dessinée : BDM 2023-2024 - Catalogue encyclopédique et Argus, Paris, Les Arènes, novembre 2022, 23e éd., 1677 p., ill. ; 23 cm (ISBN 9791037507280, OCLC 1351462460, présentation en ligne), p. 731. .